# Patrick Hanks
Patrick Hanks (* 24. März 1940; † 1. Februar 2024) war ein britischer Lexikograf, Korpuslinguist und Onomastiker. Er gab Wörterbücher der allgemeinen Sprache sowie Wörterbücher für Personennamen heraus.

## Hintergrund
Hanks wurde am Ardingly College, University College, Oxford (BA, MA) und der Masaryk-Universität (PhD) ausgebildet. Nach seinem Abschluss in Oxford begann er seine lexikografische Karriere als Herausgeber des Hamlyn Enzyklopädisches Weltwörterbuches (1971). 1970 wurde er zum Herausgeber des Collins English Dictionary (1979) ernannt. Von 1980 bis 1983 war er Direktor der Names Research Unit der University of Essex, England, wo er unter der Leitung von Yorick Wilks mit seiner Doktorarbeit begann.
1983 wurde er zum geschäftsführenden Herausgeber von COBUILD ernannt und 1987 übernahm er zusätzlich die Rolle des Chefredakteurs der englischen Wörterbücher für Collins (heute HarperCollins). Im Sommer 1988 und 1989 war er Gastwissenschaftler bei AT&T Bell Laboratories in Murray Hill, New Jersey, wo er gemeinsam mit Ken Church einflussreiche Artikel über korpusbasierte statistische Methoden in der lexikalischen Analyse verfasste.

## Karriere
Von 1990 bis 2000 war Hanks Chefredakteur englischer Wörterbücher bei Oxford University Press (OUP). Von 1991 bis 1992 war er gemeinsamer Hauptforscher (mit Mary-Claire van Leunen) des HECTOR-Projekts am Systems Research Center der Digital Equipment Corporation (DEC) in Palo Alto, Kalifornien. Das HECTOR-Projekt war eine Zusammenarbeit zwischen OUP und DEC, und obwohl seine Ergebnisse nie veröffentlicht wurden, dienten sie als Grundlage für das New Oxford Dictionary of English (1998), während die daran arbeitenden Lexikographen auch Versuchskaninchen bei der Entwicklung einer der frühesten Suchmaschinen (AltaVista) waren.
Auf der Grundlage der COBUILD- und HECTOR-Forschung in der Korpusanalyse begann Hanks, seine Theorie der Normen und Ausbeutungen zu entwickeln. Von 2001 bis 2005 war er außerordentlicher Professor für Computerlexikographie an der Brandeis University in Waltham, Massachusetts, wo er eng mit James Pustejovsky zusammenarbeitete. 2003 wurde er als Berater und Gastwissenschaftler zum Kollokationsprojekt und Elektronischen Wörterbuch der Deutschen Sprache (DWDS) an der Berlin-Brandenburgischen Akademie der Wissenschaften (BBAW) unter der Leitung von Christiane Fellbaum ernannt. Er war außerdem als Berater für lexikografische Methodik für das Institut für Tschechische Sprache in Prag, für Patakis Publishers in Athen und andere tätig.
Patrick Hanks war Autor zahlreicher Artikel zur lexikalischen Analyse, Lexikografie, Onomastik sowie zu Gleichnissen und Metaphern. Er war Chefredakteur des Dictionary of American Family Names (3 Bände, OUP 2003) und gemeinsam mit Flavia Hodges und Kate Hardcastle Autor des Oxford Dictionary of First Names (1990, 2006).
Er war Abschnittsredakteur für Lexikographie in der zweiten Ausgabe der Elsevier Encyclopedia of Language and Linguistics (ELL2; 2005), herausgegeben von Keith Brown, für die er Übersichtsartikel zur Lexikographie in allen wichtigen Sprachen der Welt sowie zu wichtigen Themen der Lexikographie und der Lexikographie in Auftrag gab Lexikologie. Für Routledge gab er eine mehrbändige Sammlung heraus, die alle Aspekte der Lexikologie abdeckt, und zusammen mit Rachel Giora eine Begleitsammlung, die alle Aspekte der Metapher und Bildsprache abdeckt.
Von 2005 bis 2009 war er leitender wissenschaftlicher Mitarbeiter an der Fakultät für Informatik der Masaryk-Universität in Brünn, Tschechische Republik, wo er das empirische Verfahren der Korpusmusteranalyse entwickelte, das Wortbedeutung mit Wortgebrauchsmustern verknüpft und systematisch Muster normalen Gebrauchs von kreativem Gebrauch unterscheidet. Nach einem Jahr in Prag am Institut für formale und angewandte Linguistik der Karls-Universität Prag kehrte er als leitender Forscher des FaNUK-Projekts am Bristol Centre for Linguistics der University of the West of England (UWE, Bristol) nach England zurück, wo  er die Herkunft, Geschichte und geografische Verteilung von Familiennamen im Vereinigten Königreich erforschte.

## Werke (Auswahl)
- 1992 mit Flavia Hodges: A Dictionary of Surnames
- 1997 mit Flavia Hodges: A Concise Dictionary of First Names
- 2003: Dictionary of American Family Names: 3-Volume Set
- 2006 mit Flavia Hodges und Kate Hardcastle: A Dictionary of First Names
- 2013: Lexical Analysis: Norms and Exploitations
- 2013: An A-Z of Baby Names